# Cantó de Santa Enimia
El cantó de Santa Enimia (en francès: Canton de Sainte-Enimie) és un dels cantons del departament del Losera, al districte de Florac. El cap és Santa Enimia. Agrupa 5 municipis:

## Composició
- Quesac
- La Malena
- Sench Èli
- Montbrun
- Santa Enimia